# Major County
Major County ist ein County im Bundesstaat Oklahoma der Vereinigten Staaten. Der Verwaltungssitz (County Seat) ist Fairview. Das U.S. Census Bureau hat bei der Volkszählung 2020 eine Einwohnerzahl von 7.782 ermittelt.

## Geographie
Das County liegt im Nordwesten von Oklahoma, ist im Norden etwa 60 km von Kansas entfernt und hat eine Fläche von 2481 Quadratkilometern, wovon 3 Quadratkilometer Wasserfläche sind. Es grenzt im Uhrzeigersinn an folgende Countys: Woods County, Alfalfa County, Garfield County, Kingfisher County, Blaine County, Dewey County und Woodward County.

## Geschichte
Major County wurde am 16. Juli 1907 aus Teilen des Woods County gebildet. Benannt wurde es nach John C. Major, einem Mitglied der Verfassunggebenden Versammlung ("Constitutional Convention") von Oklahoma.

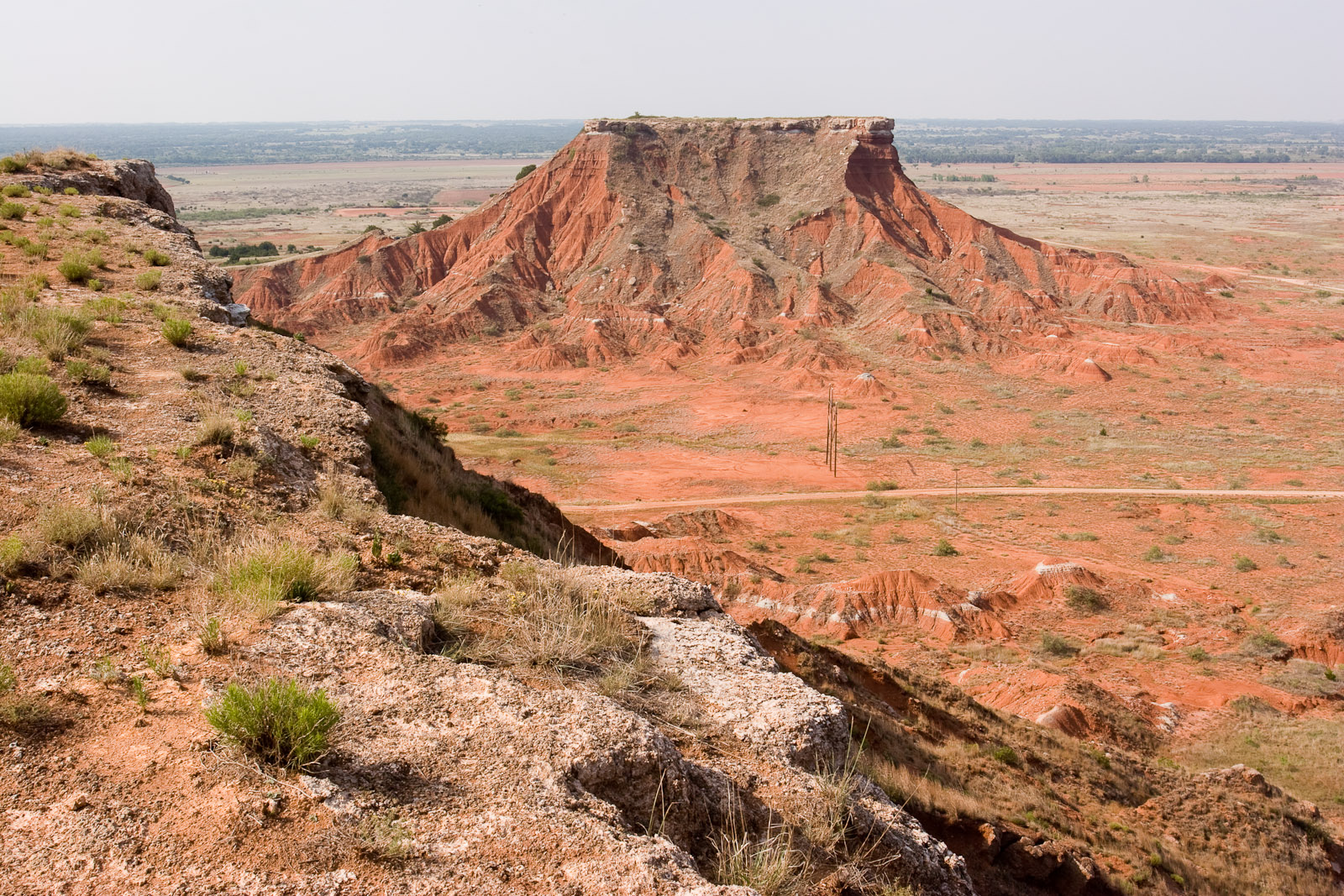
Glass Mountains (2006)

Zwei Bauwerke des Countys sind im National Register of Historic Places (NRHP) eingetragen (Stand 3. Juni 2018).

## Demografische Daten

Alterspyramide des Major County

Nach der Volkszählung im Jahr 2000 lebten im Major County 7.545 Menschen in 3.046 Haushalten und 2.208 Familien. Die Bevölkerungsdichte betrug 3 Einwohner pro Quadratkilometer. Ethnisch betrachtet setzte sich die Bevölkerung zusammen aus 94,96 Prozent Weißen, 0,19 Prozent Afroamerikanern, 0,90 Prozent amerikanischen Ureinwohnern, 0,09 Prozent Asiaten, 0,01 Prozent Bewohnern aus dem pazifischen Inselraum und 2,4 Prozent stammten aus anderen ethnischen Gruppen und 1,44 Prozent stammten von zwei oder mehr Ethnien ab. 4,02 Prozent der Bevölkerung waren spanischer oder lateinamerikanischer Abstammung.
Von den 3.046 Haushalten hatten 31,0 Prozent Kinder unter 18 Jahre, die im Haushalt lebten. 63,7 Prozent waren verheiratete, zusammenlebende Paare, 6,0 Prozent waren allein erziehende Mütter. 27,5 Prozent waren keine Familien, 25,2 Prozent waren Singlehaushalte und in 13,5 Prozent der Haushalte lebten Menschen im Alter von 65 Jahren oder darüber. Die durchschnittliche Haushaltsgröße betrug 2,44 und die durchschnittliche Familiengröße betrug 2,92 Personen.
24,7 Prozent der Bevölkerung waren unter 18 Jahre alt, 6,7 Prozent zwischen 18 und 24, 24,4 Prozent zwischen 25 und 44, 24,9 Prozent zwischen 45 und 64 und 19,4 Prozent waren 65 Jahre oder älter. Das Durchschnittsalter betrug 42 Jahre. Auf 100 weibliche Personen kamen 95,4 männliche Personen. Auf 100 Frauen im Alter von 18 Jahren oder darüber kamen 91,5 Männer.
Das jährliche Durchschnittseinkommen eines Haushalts betrug 30.949 USD und das durchschnittliche Einkommen einer Familie betrug 36.888 USD. Männer hatten ein durchschnittliches Einkommen von 28.078 USD gegenüber den Frauen mit 17.658 USD. Das Prokopfeinkommen betrug 17.272 USD. 9,3 Prozent der Familien und 12,0 Prozent der Bevölkerung lebten unterhalb der Armutsgrenze.